# Дојче флугцојгверке T28
Дојче флугцојгверке T28 је немачки ловачки авион. Први лет авиона је извршен 1915. године. 

Направљен је само један прототип овог необичног авиона, због проблема са управљивошћу у лету. Размах крила је био 6,50 метара а дужина само 4,50 метара.

## Наоружање
| Наоружање авиона: Дојче флугцојгверке |      |
| Ватрено (стрељачко) наоружање         |      |
| Топ                                   |      |
| Митраљез                              |      |
| Број и ознака митраљеза               | 1    |
| Калибар                               | 7,92 |
| Бомбардерско наоружање (бомбе)        |      |
| Ракетно наоружање (ракете)            |      |